# Oriol Busquets Mas
Oriol Busquets Mas (Sant Feliu de Guíxols, 20 de gener de 1999) és un futbolista professional català format al planter del Futbol Club Barcelona que juga com a migcampista defensiu pel Futbol Club Andorra de Primera Federació.
Busquets va ingressar al planter del FC Barcelona el 2007, a 8 anys. Després de progressar a través dels diferents equips del planter, va debutar com a sènior amb el FC Barcelona B el 29 d'abril de 2017, encara en edat juvenil, entrant als darrers minuts del partit en substitució d'Alberto Perea en una victòria per 2–0 a casa contra l'AE Prat, a la Segona Divisió B.
Busquets va debutar com a professional el 19 d'agost de 2017, jugant com a titular en una victòria per 2–1 a fora contra el Reial Valladolid a la Segona Divisió. El 6 de març de 2019 va disputar amb el primer equip del Barça la final de la Supercopa de Catalunya, entrant com a suplent a la segona part. El seu germà gran, Pol, també és futbolista, i juga com a porter.